# 1272
1272 (MCCLXXII) je bilo prestopno leto, ki se je po julijanskem koledarju začelo na petek.

## Dogodki

### Deveta križarska vojna[1]
- 12. maj - Cezareja: sklenjen je enajst letni mirovni sporazum med egiptovskimi mameluki in križarji. Pogajanja vodita na egiptovski strani sultan Bajbars, na križarski angleški kronski princ Edvard.
- junij - Podaljšano bivanje princa Edvarda v Zamorju zmoti Bajbarsa, zato podkupi Asasine, da ga le-ti umorijo Edvarda. Naloga jim ne uspe, vendar je princ Edvard primoran zaradi hude zastrupitve odložiti odhod iz Zamorja.
  - Po sklenitvi premirja Bajbars napade krščansko nubijsko kraljevino Makurijo ob Zgornjem Nilu, da bi jo kaznoval za plenilski pohod prejšnje leto.
- september - Angleška križarska flota odpluje iz Akkona proti Siciliji.

### Mongolski imperij
- april - Koreja: upor Sambjeolčo (1270-73): korejski rojalisti in Mongoli z združenimi močmi zatrejo upor korejskih milic. Mongoli si priključijo otok Džedžu (kraljevina Tamna).
- Vojska Ilkanata opleni čagatajsko Buharo.
- Obleganje Xiangyanga (1267-1273): manjša sila okoli 3000 vojščakov iz Južnega Songa prebije mongolsko blokado in začasno oskrbi mesto. A ker ne uspe vrniti povratne informacije o uspešnem preboju, generali Južnega Songa domnevajo, da jim je poskus spodletel, zato opustijo vsake nadaljnje načrte za pomoč obleganemu mestu. 
  - Perzijski inženirji seznanijo Kublajkana z izpopolnjeno različico triboka s protiutežjo, ki je v rabi v Ilkanatu. Ta tip triboka ima daljši doseg in je natačnejši. 1273 ↔

### Ostalo
- februar - Karel Anžujski, ki je leto dni poprej zavzel Drač, se razglasi za kralja Albanije, da bi si pripravil teren za osvojitev bizantinskega Konstantinopla. S tem podjetjem se ne strinja papež Gregor X., ki poskuša doseči združitev latinske in pravoslavne Cerkve. ↓
- 31. marec → Papež Gregor X. skliče Drugi lyonski koncil. 1274 ↔
- 2. april - Titularni nemški kralj Rihard Cornwallski umre zaradi srčne kapi. Naziv nemškega kralja si še lasti španski kralj Alfonz X., vendar noben od njiju ni izvajal prave oblasti nad nemškimi deželami. Nemški volilni princi začno s ponovno izbiro kandidatov za novega nemškega kralja, najresnejši kandidat je češki kralj Otokar II..  1273 ↔

- - Grofijo Cornwall nasledi sin Edmund.
  - Tega leta Otokar II. uveljavi svoj interes še v Furlaniji.
- 27. maj - Umrlega danskega princa in vojvodo Schleswiga Erika I. nasledi sin Valdemar IV.
- 5. junij - Obleganje Foixa: francoski kralj Filip III. po nekaj dneh s pomočjo inženircev zavzame utrdbo Foix in ujame upornega grofa Rogerja-Bernarda III., ki je zaman pričakoval aragonsko pomoč. 1273 ↔
- 6. avgust - Novo nastavljeni slavonski ban Joachim Gutkeled ugrabi 10 letnega ogrskega kronskega princa Ladislava IV.. Kralj in oče Štefan V. ga poskuša rešiti, a med obleganjem hudo zboli. Tega dne umre. Nasledi ga mladoletni Ladislav, nad katerim pa ima nadzor ugrabitelj Gutkeled. 1273 ↔
- 30. oktober - Umrlega burgundskega vojvodo Huga IV. nasledi Robert II.
- 16. november - Angleški kralj Henrik III. umre po daljši bolezni. Nasledi ga sin Edvard Dolgokraki, ki se še nahaja na Siciliji. Pred vrnitvijo sklene spotoma še utrditi oblast v Gaskoniji. 1274 ↔
- november - Upori in ponovna rast moči gibelinov po severni Italiji zavrejo načrte Karla Anžujskega za invazijo na Bizantinsko cesarstvo.
- Francija: začetek vojne za kravo (1272-78). Precej bizaren povod za vojno med škofijo Liège in marko Namur. Tlačan iz Namurja ukrade kravo, je ujet in usmrčen, kljub temu da je plačal odškodnino. V vojni je do tal porušeno mesto Condroz, v katerem se je incident zgodil, večina prebivalstva pa pobita. 1278 ↔
- Holandski grof Florijan V. poskuša na silo neuspešno priti do posmrtnih ostankov svojega očeta Vilijema II., ki so ga leta ← 1256 umorili Frizijci.
- Rekonkvista: portugalski kralj Alfonz III. zavzame zadnjo mavrsko naseldbino Faro in s tem dokončno zaključi portugalsko rekonkvisto. A s tem miru ni na vidiku, saj si Algarve lasti tudi kastiljski kralj Alfonz X.
- Japonski šogun Munetaka abdicira v korist sina Korejasuna.[2] Oba sta sicer marionetna vladarja. Pravo oblast imajo regenti iz klana Hodžo.
- Papež imenuje Roberta Kilwardbyja za novega canterburyjskega nadškofa.

## Rojstva
- 13. december - Friderik III., sicilski kralj († 1337)
- Amalrik Tirski, baron Tira, titularni jeruzalemski konstabl, ciprski regent († 1310)
- Bernardo Tolomei, italijanski dominikanec, teolog, svetnik († 1348)
- Ivana Angleška, princesa, hči Edvarda I. († 1307)
- Izabela Bruce, škotska princesa, norveška kraljica († 1358)
- Ludvik I., grof Neversa († 1322)

## Smrti
- 6. januar - Alfonz Molinski, princ Leona in Kastilije (* 1202)
- 17. marec - cesar Go-Saga, 88. japonski cesar (* 1220)
- 2. april - Rihard Cornwallski, 1. grof Cornwall, grof Poitouja, nemški kralj, križar (* 1209)
- 27. april - Zita, italijanska služkinja, svetnica (* 1212)
- 27. maj - Erik I., vojvoda Schleswiga
- 6. avgust - Štefan V., madžarski kralj (* 1239)
- 30. oktober - Hugo IV., burgundski vojvoda (* 1213)
- 16. november - Henrik III., angleški kralj (* 1207)
- Bartolomej iz Anglije, angleški enciklopedist in naravoslovec
- Bertold iz Regensburga, nemški pridigar (* 1210)
- Enzo Hohenstaufen, sardinski kralj, pesnik (* 1220)
- Henrik IV., vojvoda Brabanta (* 1251)
- Nikefor Blemid, bizantinski teolog in filozof (* 1197)
- Vilijem iz Saint-Amourja, francoski teolog